# Germaan (stofklasse)

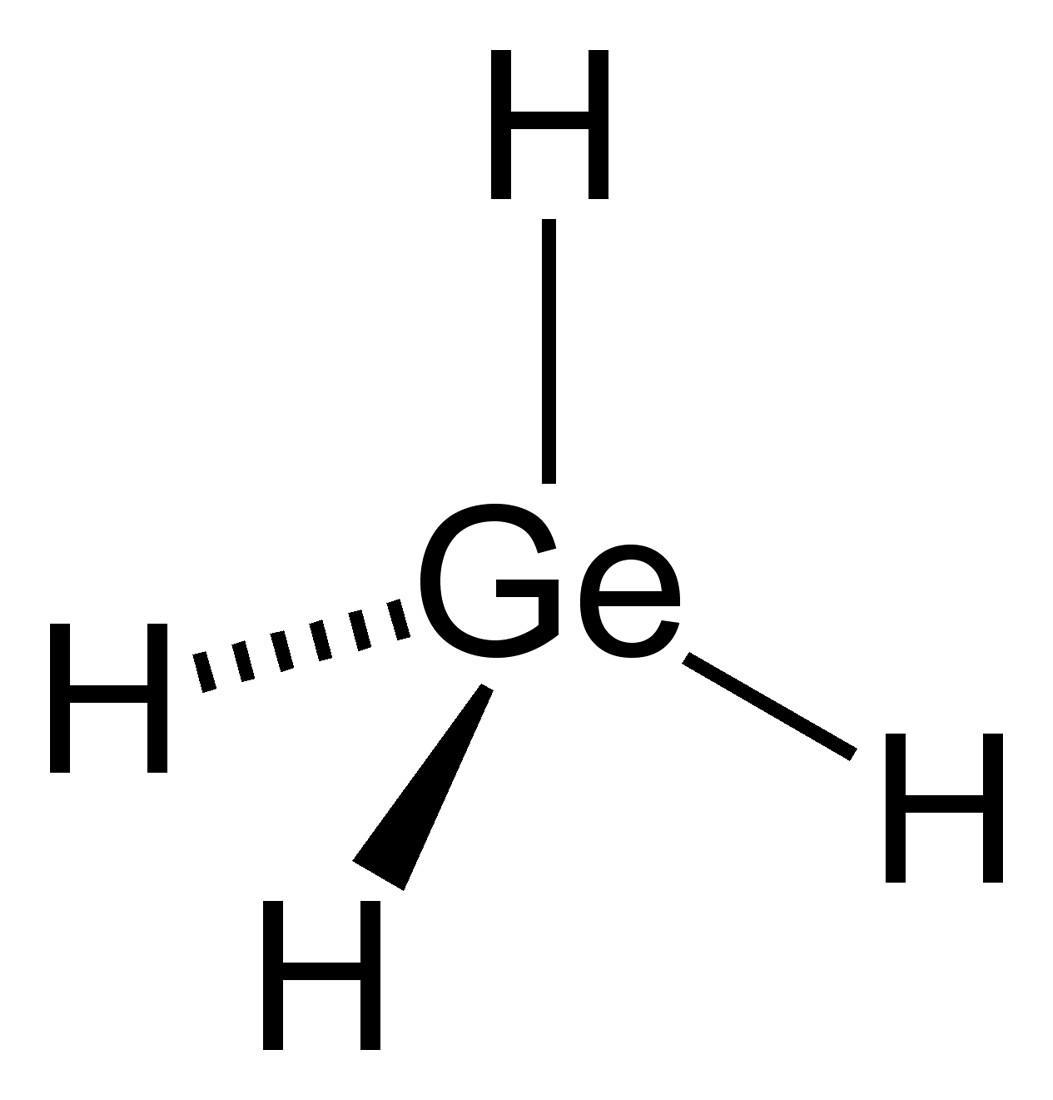
Structuurformule van germaan.

De germanen vormen een groep van germaniumverbindingen met als algemene brutoformule GenH2n+2. Hierbij treden enkel bindingen tussen germanium en waterstof op, waardoor ze kunnen beschouwd worden als de germaniumanaloga van de alkanen en silanen. Het meest eenvoudige germaan is GeH4, kortweg gewoon germaan genoemd.

## Binding en eigenschappen
De binding tussen twee germaniumatomen verschilt in tal van opzichten van de koolstof-koolstof-binding. Aangezien germanium een stuk groter is dan koolstof is de binding vooreerst langer en bijgevolg zwakker. De orbitaaloverlap die verantwoordelijk is voor het bindend moleculair orbitaal is veel minder efficiënt dan bij alkanen. Een gevolg van deze zwakke bindingen is dat germanen zeer onstabiel zijn, voornamelijk als het aantal germaniumatomen oploopt. Het langste bekende germaan is nonagermaan (Ge9H20).